# Katastrofa lotu Iran Aseman Airlines 3704
Katastrofa lotu Iran Aseman Airlines 3704 – katastrofa lotnicza samolotu Iran Aseman Airlines lot EP3704/IRC3704, do której doszło  18 lutego 2018 w okolicach miasta Semirom w ostanie Isfahan, w południowo-zachodnim Iranie. Samolot ATR 72-200 lecący z lotniska Teheran-Mehrabad na lotnisko w Jasudż rozbił się o zbocze góry Dena w górach Zagros. Na pokładzie było 59 pasażerów i 6 członków załogi – wszyscy zginęli.

## Samolot
Samolot ATR 72-212, nr seryjny 391, rejestracja EP-ATS, został zbudowany w październiku 1993 r. Pierwszy lot odbył 26 października a 12 grudnia 1993 r. został przekazany Iran Aseman Airlines, które były jedynym operatorem tego statku powietrznego.
W chwili katastrofy linie lotnicze Aseman posiadały w swojej flocie 6 ATR-ów, z których trzy były użytkowane w operacjach lotniczych.

## Przebieg lotu

Wysokość lotu Iran Aseman Airlines 3704; źródło: Flightradar24

Samolot pasażerski należący do prywatnego irańskiego przewoźnika Iran Aseman Airlines wykonywał regularny lot rejsowy z Teheranu (lotnisko Teheran-Mehrabad) do miasta Jasudż w ostanie Isfahan. 
Maszyna wystartowała o 8:05 czasu lokalnego i po ponad godzinie lotu około 9:32 czasu lokalnego rozbiła się na zboczu góry Dena w górach Zagros około 25 km na północ od lotniska docelowego. Wszyscy obecni na pokładzie – 59 pasażerów i 6 członków załogi – zginęli.
Zgodnie z informacjami podawanymi przez serwis Flightradar24, który śledził lot samolotu wykorzystując technikę multilateracji ostatni sygnał z samolotu został odebrany o godz. 9:25 czasu lokalnego, gdy samolot był na wysokości 16 975 stóp i zniżał się. Wcześniej samolot leciał trasą zgodną z planem lotu wzdłuż drogi lotniczej W114 od punktu nawigacyjnego OBTUX w kierunku radiolatarni bezkierunkowej (NDB) Jasudż (YSJ). Minimalna opublikowana wysokość (MEA - minimum en route altitude) na tym odcinku to FL170 (poziom lotu 170) czyli 17 000 stóp. Minimalna wysokość sektorowa (MSA) dla sektora z którego przylatywał samolot w kierunku lotniska w Jasudż (w promieniu 25NM od NDB YSJ) wynosi 15 500 stóp. Wrak samolotu został zlokalizowany na wysokości 3600 m n.p.m. (11 800 stóp).

## Akcja ratunkowa
Irański Czerwony Półksiężyc poinformował, że wysłał na miejsce katastrofy drona. Państwowa telewizja poinformowała natomiast, że z powodu złych warunków pogodowych (mgły) helikoptery ratownicze nie mogą udać się na miejsce zdarzenia. Według tych informacji akcję ratunkową utrudniały opady śniegu i silny wiatr. Góra Dena ma wysokość 4409 m n.p.m. (14 465 stóp). Wrak samolotu udało się zlokalizować dopiero 20 lutego. Najpierw został zlokalizowany przez drony należące do Korpusu Strażników Rewolucji, a później znalezisko potwierdziły załogi śmigłowców. Dotarcie do wraku było jednak bardzo utrudnione, gdyż w jego pobliżu nie było dogodnych miejsc do lądowania dla helikopterów. Ciała ofiar katastrofy musiały zostać zniesione przez uczestniczących w akcji poszukiwawczo-ratowniczej żołnierzy i ratowników. Według relacji lokalnych mediów wrak spoczywa w głębokim śniegu a jego znaczna część jest zasypana i wbita w lód.. Dwa tygodnie po katastrofie, 3 marca, władze oficjalnie potwierdziły, że znaleziono czarną skrzynkę samolotu.